# Down (The Kooks)
Down is een nummer van de Britse band The Kooks uit 2014. Het is de eerste single van hun vierde studioalbum Listen.
"Down" is door zanger Luke Pritchard geschreven in samenwerking met hiphopproducer Inflo. Volgens Pritchard had de band voor de opnames nog niks geoefend. "Met deze plaat repeteerden we niet van tevoren. Ik schreef een liedje met Inflo, of in mijn eentje, en vervolgens speelden we er met de band overheen. Er zat een echt vrijheidsgevoel in het proces," aldus Pritchard. Het nummer leidde tot gemengde reacties van fans. Het werd een bescheiden hitje in het Verenigd Koninkrijk, met een 40e positie. In Nederland wist het nummer geen hitlijsten te bereiken, maar werd het wel regelmatig gedraaid door radiozender 3FM. In Vlaanderen bereikte het nummer de 19e positie in de Tipparade.